# Tetranychus lintearius
Tetranychus lintearius är en spindeldjursart som beskrevs av Dufour 1832. Tetranychus lintearius ingår i släktet Tetranychus och familjen Tetranychidae. Inga underarter finns listade i Catalogue of Life.